# Elizabeth Cabot Agassiz
Elizabeth Cabot Agassiz, originalmente Elizabeth Cabot Cary (Boston, Massachusetts,  5 de diciembre de 1822-Arlington Heights, Massachusetts, 27 de junio de 1907) fue una educadora y naturalista estadounidense.
Elizabeth era la segunda de cinco hijas y siete varones, llamad "Lizzie" por sus amigos cercanos y familia inmediata. Por su delicada salud, se educó en el hogar y en 1850, contrajo nupcias con Louis Agassiz. Ayudó a organizar y conducir varias de las expediciones de su esposo y juntos fundaron un laboratorio marino en Buzzards Bay, Massachusetts.
Después de la muerte de su cónyuge, Elizabeth aspiró a su idea de un colegio para mujeres instruido por la Universidad de Harvard. Contribuyó positivamente en establecer la Society for the Collegiate Instruction of Women en 1882; desempeñándose como su presidenta hasta 1894 cuando fue renombrada a Colegio Radcliffe, continuando en el puesto de presidenta de esta nueva institución hasta 1899.

## Investigación y trabajos publicados
Sus investigaciones pueden estudiarse a lo largo de sus libros publicados, además de su serie de entradas en el diario que representaban sus empresas globales. Sus publicaciones incluyen Una primera lección de Historia Natural (1859); La vida de Louis Agassiz; y Mar Estudios de Historia Natural (1865), en la que fue ayudada por su hijastro, Alexander Emanuel Agassiz.
Además escribió A Journal in Brazil (1867) y colaboró en la escritura de la biografía de su esposo, The Biography of Louis Agassiz, en 1885. A su vez, su biografía fue más tarde escrita por su hija Emma F. Cary y Lucy Allen Paton, siendo publicada en la primavera de 1917 con la asistencia del Concejo del Radcliffe College.